# Marsypianthes
Marsypianthes là một chi thực vật có hoa trong họ Hoa môi (Lamiaceae).

## Loài
Chi Marsypianthes gồm các loài: